# Gepus arabicus
Gepus arabicus är en insektsart som beskrevs av Navás 1934. Gepus arabicus ingår i släktet Gepus och familjen myrlejonsländor. Inga underarter finns listade i Catalogue of Life.